# Dzwonek syberyjski
Dzwonek syberyjski (Campanula sibirica L.) – gatunek rośliny dwuletniej z rodziny dzwonkowatych (Campanulaceae). Rośnie w strefie umiarkowanej Europy i Azji. W Polsce jest rzadki, zwłaszcza na północy. Występuje na murawach kserotermicznych.

## Rozmieszczenie geograficzne
Występuje od wschodniej Syberii poprzez Rosję i Kazachstan do Europy środkowej i południowo-wschodniej. Najdalej na zachód sięga do Niemiec, Austrii i Włoch. Przez Polskę i dalej Białoruś przechodzi północna granica zasięgu. W Polsce występuje głównie w pasie wyżyn w południowo-wschodniej części kraju, poza tym wzdłuż zboczy dolin: Bugu, dolnej Wisły, Warty, dolnej Odry i Płoni. Nie rośnie w górach i rzadko tylko na pogórzu.

## Morfologia

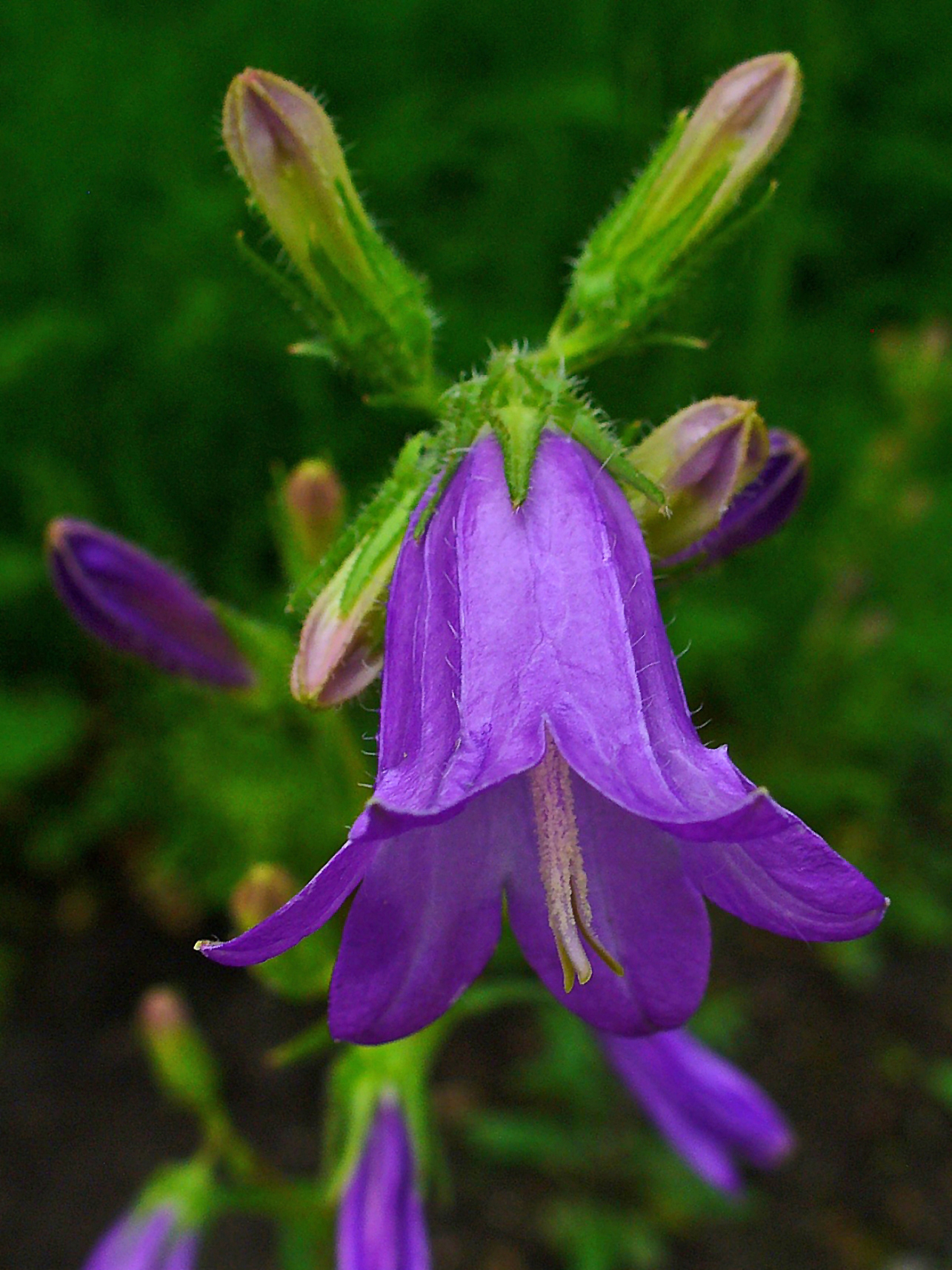
Kwiaty

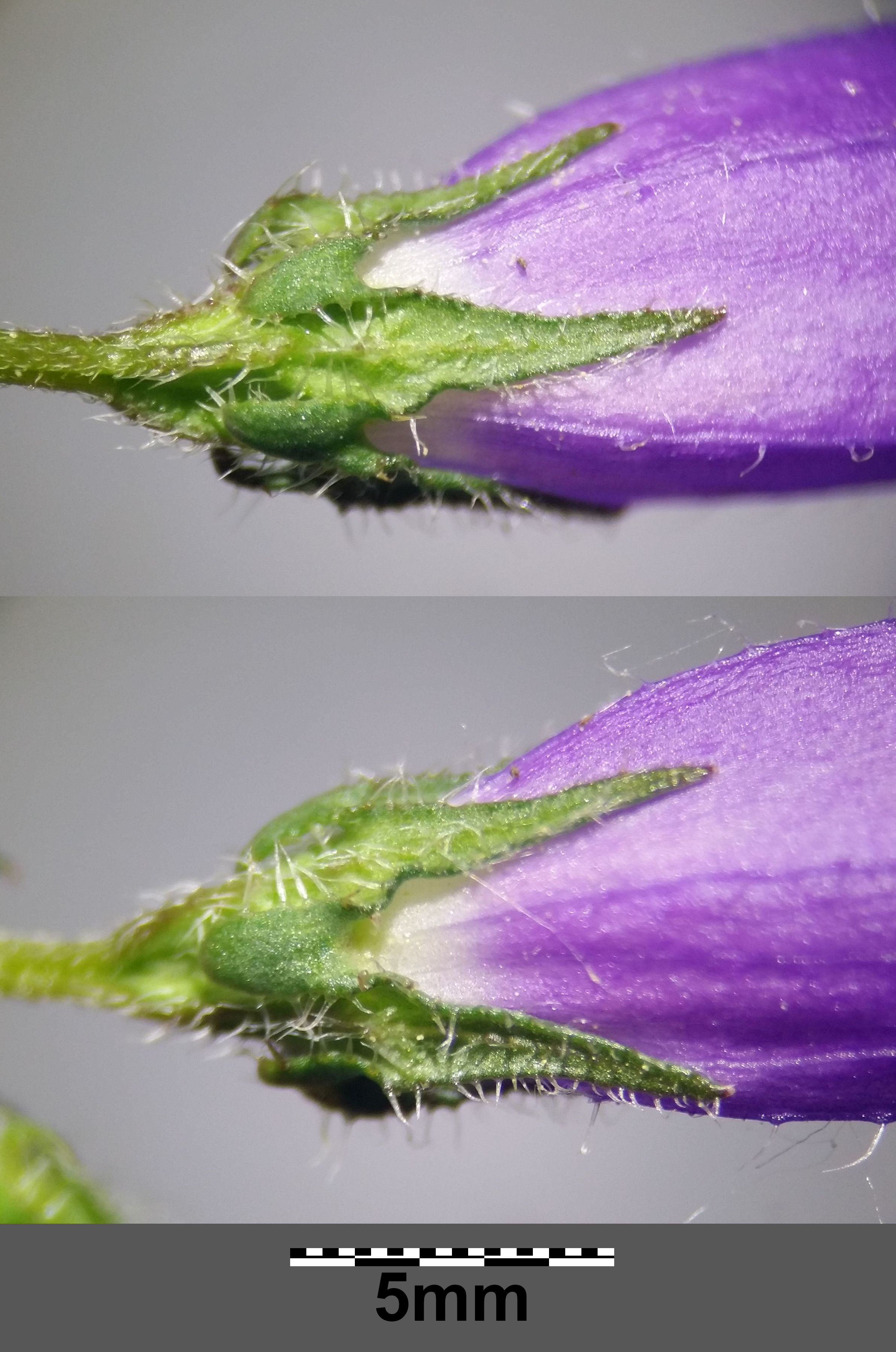
Charakterystyczne dla tego gatunku odgięte łatki między ząbkami kielicha

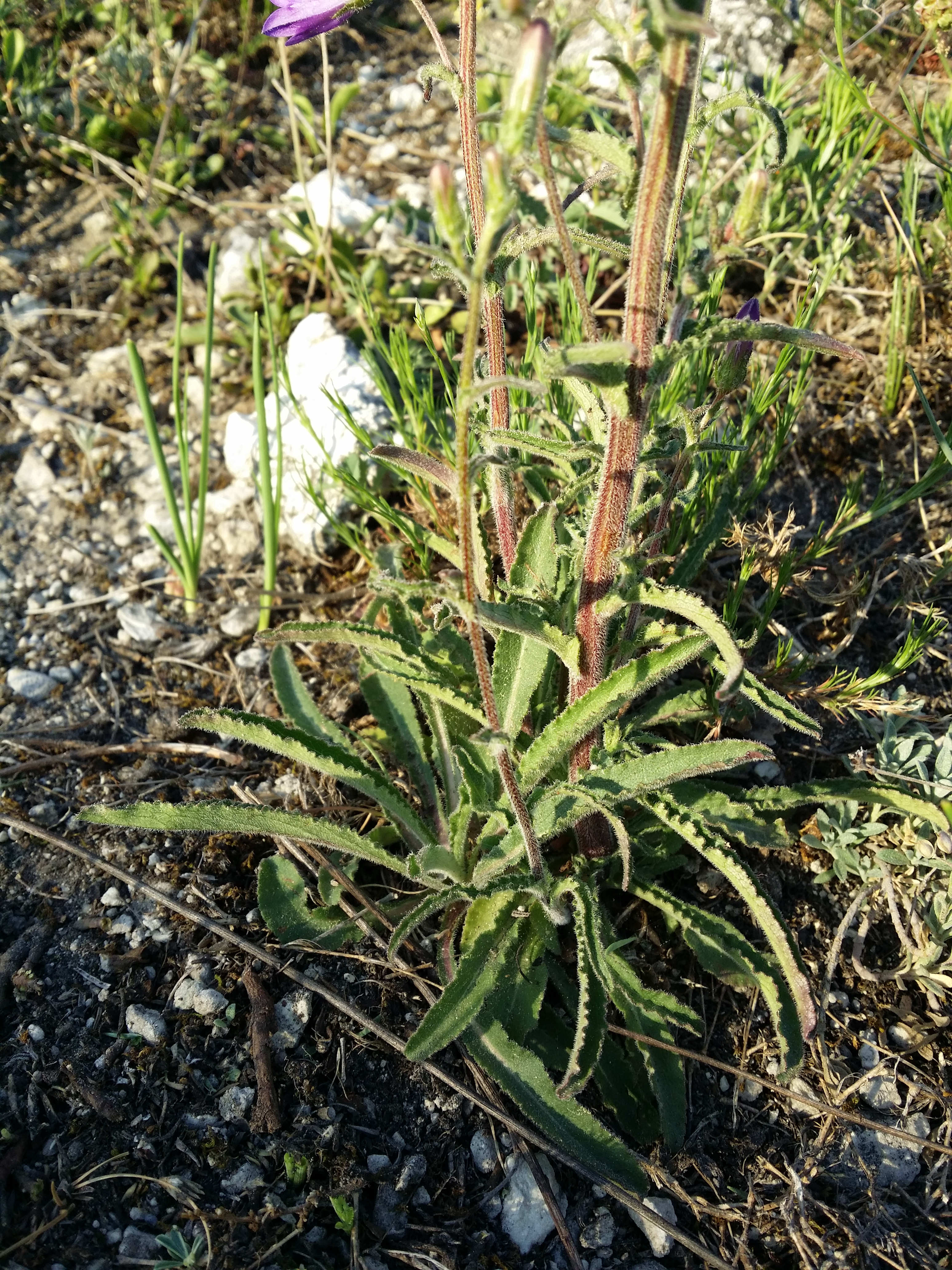
Liście

PokrójRoślina zielna z pionowym, tęgim korzeniem i sztywno wzniesioną, za młodu z pojedynczą łodygą, z wiekiem rozgałęziającą się, owłosioną szczeciniasto. Osiąga wysokość 20-40 (60) cm.
LiścieSkrętoległe. Odziomkowe i niższe osadzone są na długich i szeroko oskrzydlonych ogonkach. Mają blaszkę podłużnie łopatkowatą lub lancetowatą, na szczycie tępą, na brzegu słabo karbowaną. Liście wyrastające wyżej na łodydze mają ogonki coraz krótsze, aż do najwyższych liści siedzących i obejmujących blaszką łodygę. Wraz z wysokością liście stają się też coraz węższe aż do równowąskich. Wszystkie liście pokryte są obustronnie krótkimi włoskami.
KwiatyZebrane w początkowo groniasty, później wiechowaty kwiatostan. Korona kwiatu wąskodzwonkowata, zwykle do 2,5 cm długości, niebieska lub rzadziej biała, rozcięta do 1/3 lub 1/4. Łatki korony są zaostrzone, jajowate, odgięte na zewnątrz. Rurka korony w dolnej części od wewnątrz owłosiona. Działki kielicha owłosione, wąskie, trójkątne do lancetowatych. Między działkami znajdują się odgięte do tyłu, jajowate wyrostki, zaostrzone na szczycie. Pręcików jest pięć, a słupek jest dolny z szyjką trójdzielną. Jej rozgałęzienia są początkowo wzniesione, później się skręcają.
OwoceOtwierająca się trzema otworkami u nasady trójkomorowa, zwisająca torebka. Nasiona są drobne, spłaszczone i brunatne.
Gatunki podobneRoślina wyróżnia się wyrostkami między działkami kielicha, które poza nim w Europie Środkowej występują u rosnących w górach dzwonka alpejskiego Camanula alpina i dzwonka brodatego C. barbata, oba one różnią się koroną od wewnątrz w górnej części z długimi włoskami. W ogrodach uprawiany jest także zaopatrzony w podobne wyrostki dzwonek ogrodowy C. medium, który ma bardziej okazałe kwiaty (3–4 cm długości) i 5-dzielne znamię słupka. Także na murawach kserotermicznych rośnie dzwonek boloński C. bononiensis, który poza brakiem ww. wyrostka między działkami różni się m.in. kłosokształtnym (nierozgałęzionym) kwiatostanem i szerokimi, jajowatymi liśćmi.

## Zmienność
Wyróżnia się obok formy typowej sześć podgatunków:
- Campanula sibirica L. subsp. sibirica,
- Campanula sibirica L. subsp. charkeviczii (Fed.) Fed. Bot. J. Linn. Soc. 67:281. 1973 (syn. C. charkeviczii Fed.) – Krym,
- Campanula sibirica L. subsp. divergentiformis (Jáv.) Domin Preslia 13-15:222. 1936 – południowo-wschodnia Europa,
- Campanula sibirica L. subsp. elatior (Fomin) Fed. Bot. J. Linn. Soc. 67:281. 1973 – okolice Kaukazu, południowa Rosja i Ukraina,
- Campanula sibirica L. subsp. hohenackeri (Fisch. & C. A. Mey.) Damboldt Notes Boy. Bot. Gard. Edinburgh 35:45. 1976 – Gruzja i północno-wschodnia Turcja,
- Campanula sibirica L. subsp. talievii (Juz.) Fed. Bot. J. Linn. Soc. 67:281. 1973 – Krym,
- Campanula sibirica L. subsp. taurica (Juz.) Fed. Bot. J. Linn. Soc. 67:281. 1973 – Krym.

## Biologia i ekologia
Roślina dwuletnia, kwitnąca od czerwca do września. Gatunek światło-, sucho- i ciepłolubny. Często zasiedla rędziny kształtujące się na wapieniach, marglach i gipsach. Rośnie w murawach kserotermicznych i świetlistych zaroślach. W fitosocjologii gatunek charakterystyczny dla rzędu Festucetalia valesiacae i zespołu Adonido-Brachypodietum pinnati. 
Kariotyp tego gatunku liczy 2n = 34 chromosomów.

## Zagrożenia i ochrona
Roślina objęta w Polsce ścisłą ochroną gatunkową od 2004 roku. Podobnie jak wiele innych gatunków kserotermicznych jest zagrożona niszczeniem muraw kserotermicznych i ich degradacją postępującą w wyniku sukcesji drzew i krzewów.